# Ulla Wiesner
Pour les articles homonymes, voir Wiesner.
Ulla Wiesner (née le 12 décembre 1940 à Werl) est une chanteuse allemande.

## Biographie
Ulla Wiesner est de 1960 à 2002 chanteuse d'abord comme choriste de Botho-Lucas-Chor et jusqu'en 1964 aussi de Günter Kallmann. En 1964, elle a ses premiers succès en solo avec Charade, Joe oder Jonny et Abends kommen die Sterne. En 1965, elle représente l'Allemagne au Concours Eurovision de la chanson. Avec Paradies, wo bist du?, elle ne marque aucun point et finit dernière, à la quinzième place, comme trois autres concurrents.
Le four au concours est un frein pour sa carrière solo. Elle continue de chanter comme choriste ou en orchestre dirigé par Arno Flor et notamment par Berry Lipman qui lui donne de faire du scat dans un style easy listening.
Ulla Wiesner fut l'épouse du réalisateur de télévision Alexander Arnz de 1999 à sa mort en 2004.

## Discographie

### Singles
- 1964 : Charade / Joe oder Jonny
- 1964 : Abends kommen die Sterne / Der rote Mohn
- 1965 : Paradies, wo bist du? / Sag, weißt du denn, was Liebe ist?
- 1965 : Wenn dieser Tag zu Ende geht / My Darling, My Love
- 1967 : Das Wunder der Liebe / Mann der Träume
- 1973 : Blütenfest in Santa Fé / Träume von gestern (réédité en 1980)
- 1974 : Chico de favella / Tristezza
- 1975 : Tanz keinen Tango mit Django / Ich bin ein total moderner Typ (Charleston)
- 1993 : Haut an Haut / Im Wartesaal zum großen Glück / Geh’ Deinen Weg / Die große Freiheit / Wiedermal verliebt